# Asmate nivea
Asmate nivea är en fjärilsart som beskrevs av Rocci 1923. Asmate nivea ingår i släktet Asmate och familjen mätare. Inga underarter finns listade i Catalogue of Life.